# Ciocalypta simplex
Ciocalypta simplex är en svampdjursart som beskrevs av Thiele 1900. Ciocalypta simplex ingår i släktet Ciocalypta och familjen Halichondriidae. Inga underarter finns listade i Catalogue of Life.